# Copa Nordeste de Futebol Americano de 2018
A Copa Nordeste de Futebol Americano de 2018 foi a primeira edição do torneio de futebol americano da Região Nordeste do Brasil de acesso à Liga Nordeste de Futebol Americano da LINEFA. A competição é organizada pela Associação Nordestina de Futebol Americano (ANEFA) e substitui a Pré-Liga Nordeste, que foi disputada em 2017.
O Fortaleza Tritões conquista o título invicto ao derrotar o Santana Red Bulls na final.

## Fórmula de disputa
As cinco equipes disputam a competição em sistema de Playoffs. A duas equipes da Paraíba jogam o Wild Card. O vencedor dessa fase junta-se às outras três equipes para disputarem as Semifinais. Os dois vencedores disputam a Final, garantindo ao campeão uma vaga à Liga Nordeste de Futebol Americano de 2019.

## Equipes participantes
| Equipes                                                                                        |
| ---------------------------------------------------------------------------------------------- |
| - Fortaleza Tritões - Patos Red Dragons - Recife Horses - Santana Red Bulls - São Bento Snakes |

## Playoffs
Em itálico, os times que possuem o mando de campo e em negrito os times classificados.
|  | Wild Card | Wild Card         | Wild Card |  |  | Semifinais | Semifinais        | Semifinais |  |  | Final | Final             | Final |
|  |           |                   |           |  |  |            |                   |            |  |  |       |                   |       |
|  |           |                   |           |  |  | 1          | Fortaleza Tritões | 08         |  |  |       |                   |       |
|  | 4         | Patos Red Dragons | 13        |  |  |            | São Bento Snakes  | 07         |  |  |       |                   |       |
|  | 5         | São Bento Snakes  | 14        |  |  |            |                   |            |  |  |       | Fortaleza Tritões | 09    |
|  |           |                   |           |  |  |            |                   |            |  |  |       | Santana Red Bulls | 07    |
|  |           |                   |           |  |  | 2          | Santana Red Bulls | 58         |  |  |       |                   |       |
|  |           |                   |           |  |  | 3          | Recife Horses     | 23         |  |  |       |                   |       |

### Wild Card
| 6 de julho 15:00 UTC -3 | Relatório | Patos Red Dragons | 13–14 | São Bento Snakes |  | Estádio José Cavalcanti, Patos-PB |  |

### Semifinais
| 10 de julho 14:00 UTC -3 | Relatório | Santana Red Bulls | 58–23 | Recife Horses |  | Campo do SESI, Feira de Santana-BA |  |

| 10 de julho 15:00 UTC -3 | Relatório | Fortaleza Tritões | 08–07 | São Bento Snakes |  | Estádio Murilão, Fortaleza-CE |  |

### Final
| 26 de agosto 9:00 UTC -3 | Relatório | Santana Red Bulls | 07–09 | Fortaleza Tritões |  | Estádio Jóia da Princesa, Feira de Santana-BA |  |

## Premiação
| Copa Nordeste 2018                    |
| Ceará                                 |
| ------------------------------------- |
| Fortaleza Tritões Campeão (1º título) |